# Cotul cu Aluni
Cotul cu Aluni este o arie protejată de interes național ce corespunde categoriei a IV-a IUCN (rezervație naturală de tip botanic), situată în județul Gorj, pe teritoriul orașului Tismana.

## Localizare
Aria naturală Cotul cu Aluni se află în partea nord-vestică a satului Topești în apropierea Mănăstirii Tismana (lângă drumul județean 672A), între valea Pârgavului și râul Tismana.

## Descriere
Rezervația naturală declarată arie protejată prin Legea Nr.5 din 6 martie 2000 (privind aprobarea Planului de amenajare a teritoriului național - Secțiunea a III-a - zone protejate) se întinde pe o suprafață de 25 hectare și reprezintă o zonă împădurită, cu scop de protecție pentru mai multe specii de arbori, arbusti și vegetație ierboasă.

## Floră

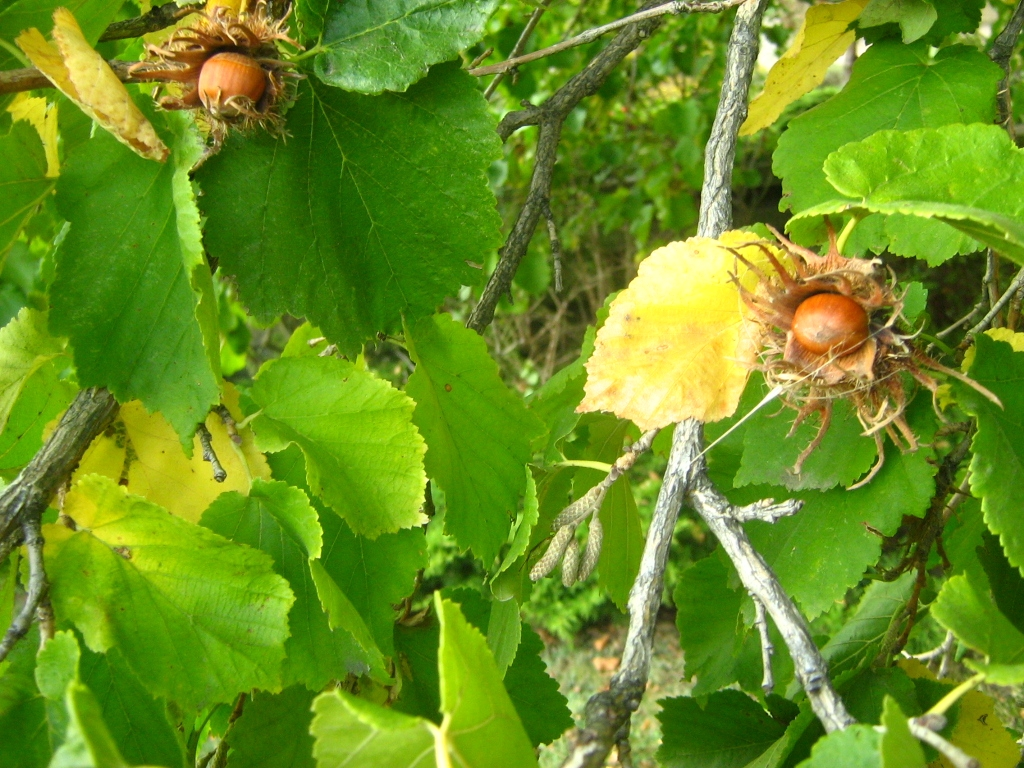
Alun turcesc (Corylus colurna) (fructe şi frunze)

Flora este constituită din specii de: carpen (Carpinus betulus), frasin (Fraxinus), frăsiniță (Fraxinus ornus), corn european (Cornus mas), alun turcesc (Corylus colurna), scumpie (Cotinus coggyria).
La nivelul ierburilor vegetează mai multe specii floristice de origine mediteraneană.  